# Yonex
Yonex Co., Ltd. is een Japans bedrijf van sportartikelen. Het maakt attributen voor badminton, tennis en golf: rackets, shuttles, golfclubs, sportschoenen en andere accessoires. Het maakt ook snowboards. Het hoofdkwartier bevindt zich in Tokio. Er zijn buitenlandse filialen in de Verenigde Staten (Yonex Corporation U.S.A.), het Verenigd Koninkrijk (Yonex UK Ltd.), Duitsland (Yonex GmbH), Taiwan (Yonex Taiwan Co., Ltd.) en Canada (Yonex Canada Ltd.)

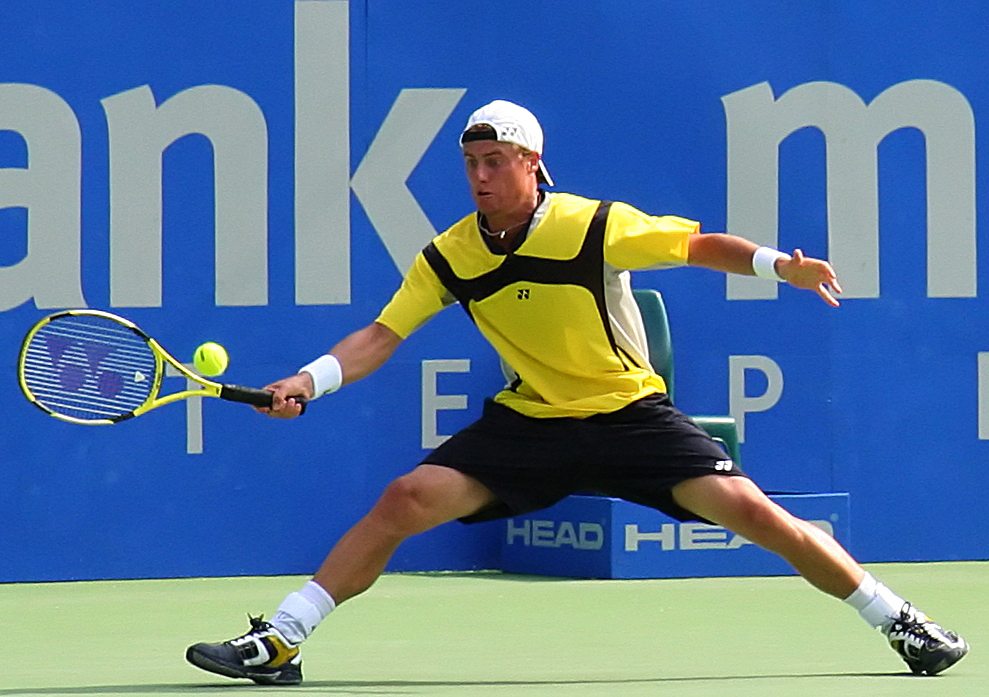
Een isometrische racket van Yonex met Lleyton Hewitt

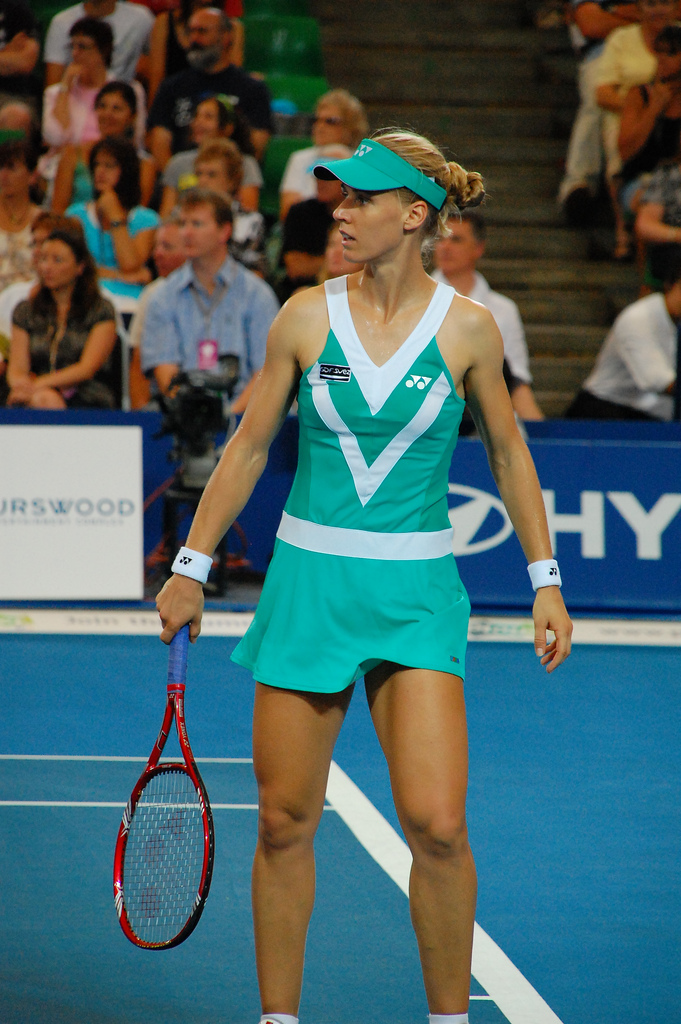
Jelena Dementjeva

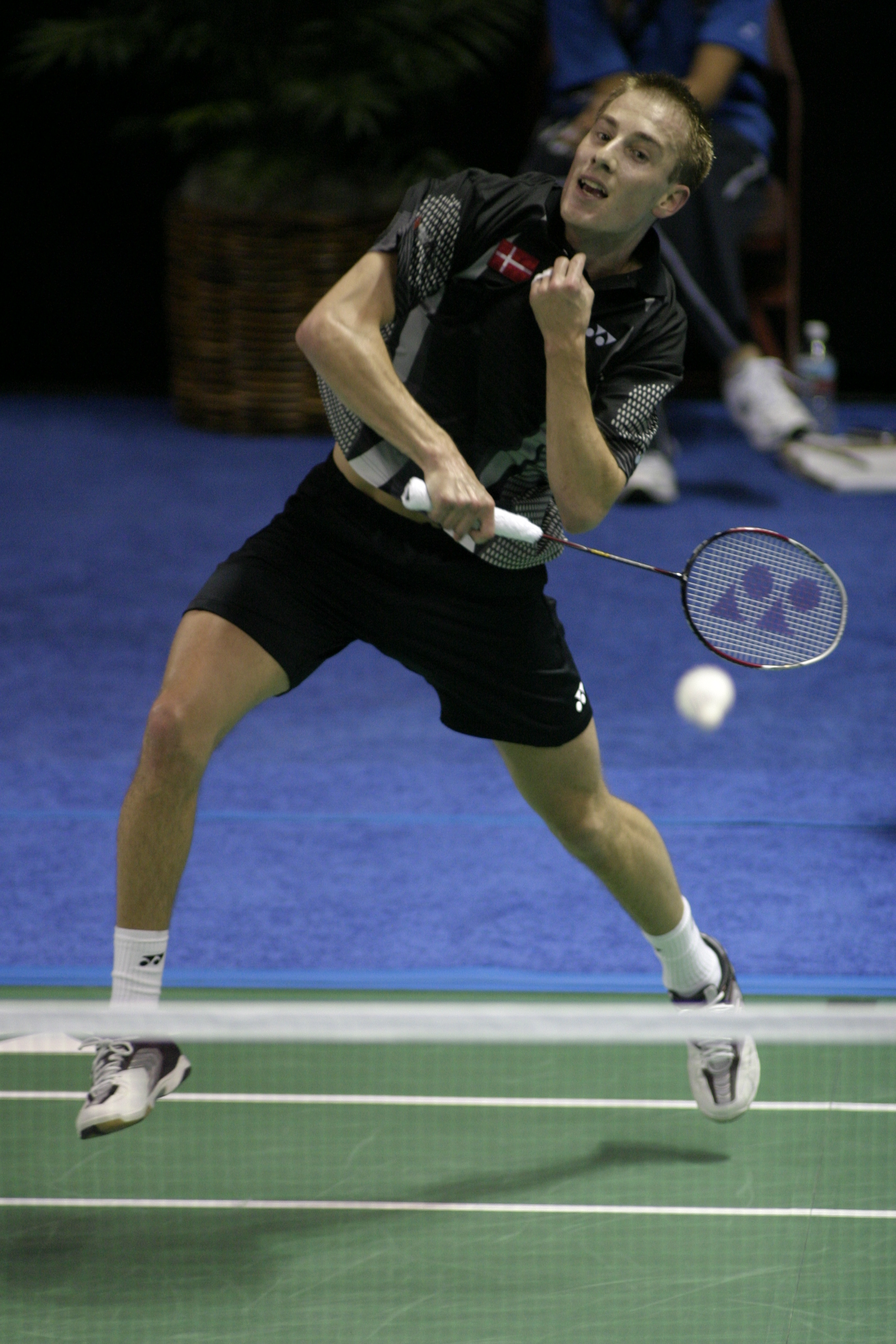
Peter Gade

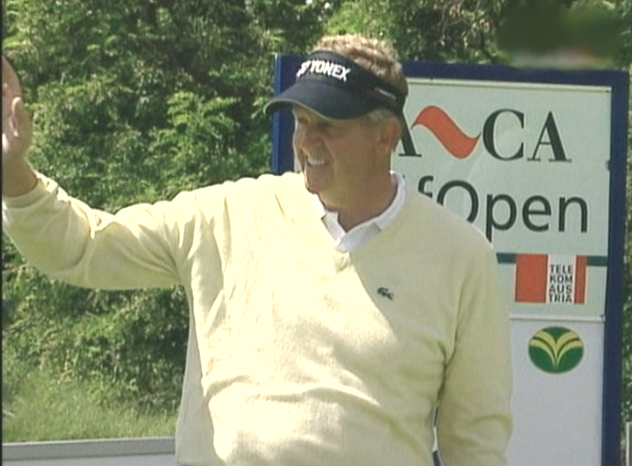
Colin Montgomerie

## Geschiedenis[1]
Het bedrijf werd opgericht in april 1946 door Minoru Yoneyama, en heette aanvankelijk Yoneyama Company, Ltd. Het maakte houten vlotters voor visnetten. Door de opkomst van plastic vlotters werd het bedrijf echter van de markt verdrongen. Yoneyama besloot daarop om zich meer toe te leggen op technologische innovatie en nieuwe materialen. In 1957 werd begonnen met de productie van badmintonrackets voor andere merken. In 1961 kwam de eerste badmintonracket van het eigen merk op de markt. In 1968 maakte het bedrijf als eerste een badmintonracket uit aluminium. Het jaar daarop begon Yoneyama met tennisrackets.
In 1973 introduceerde men het "YY"-logo en een jaar later werd de bedrijfs- en merknaam veranderd in Yonex.
In 1980 bracht Yonex de eerste "isometrische" tennisracket uit, waarvan de kop niet ovaal maar eerder vierzijdig is en die een groter slagoppervlak heeft. De eerste isometrische badmintonracket volgde in 1992.
In 1982 besloot Yonex om ook golfclubs te gaan maken, gebruik makend van de ervaring met lichtgewicht materialen zoals koolstofvezel. Yoneyama octrooieerde een golfclubhoofd met een slagvlak uit koolstofvezelversterkt kunststof, gemonteerd op een metalen zool.
In 1994 werd Yonex een beursgenoteerd bedrijf op de beurs van Tokio.

## Yonex in tennis
Professionele tennissers die met materiaal van Yonex spelen of hebben gespeeld, zijn onder andere:
- Mannen:
  - Lleyton Hewitt
  - David Nalbandian
  - Mario Ančić
  - Juan Mónaco
  - Nick Kyrgios
  - Stan Wawrinka
  - Richard Krajicek[bron?]

- Vrouwen:
  - Billie Jean King
  - Martina Navrátilová
  - Martina Hingis
  - Monica Seles
  - Jelena Dementjeva
  - Ana Ivanović
  - Anna Koernikova
  - Nicole Vaidišová
  - Michaëlla Krajicek
  - Zheng Jie
  - Caroline Wozniacki (begin 2011 van Babolat naar Yonex overgeschakeld)
  - Naomi Osaka

## Yonex in badminton
Yonex is wereldwijd de belangrijkste speler op de badmintonmarkt. Het bedrijf is sedert 1984 de exclusieve sponsor van de All England Open Badminton Championships. Vele professionele spelers gebruiken rackets van Yonex, onder meer meervoudig Europees kampioenen Peter Gade uit Denemarken en Xu Huaiwen uit Duitsland en voormalig olympisch kampioen Taufik Hidayat uit Indonesië.

## Yonex in golf
Professionele golfspelers met een Yonex-contract zijn de Schot Colin Montgomerie en de Japanner Ryo Ishikawa.